# Bembidion decorum
Bembidion decorum es una especie de escarabajo del género Bembidion, familia Carabidae. Fue descrita científicamente por Panzer en 1799.
Habita en Albania, Armenia, Austria, Azerbaiyán, Bielorrusia, Bélgica, Bosnia y Herzegovina, Bulgaria, Croacia, Chequia, Francia, Georgia, Alemania, Gran Bretaña, Grecia, Hungría, Irlanda, Italia, Lituania, Macedonia, Moldavia, Marruecos, Países Bajos, Polonia, Portugal, Rumania, Rusia, Serbia, Eslovaquia, Eslovenia, España, Suiza, Turquía y Ucrania.